# Michael F. Farley

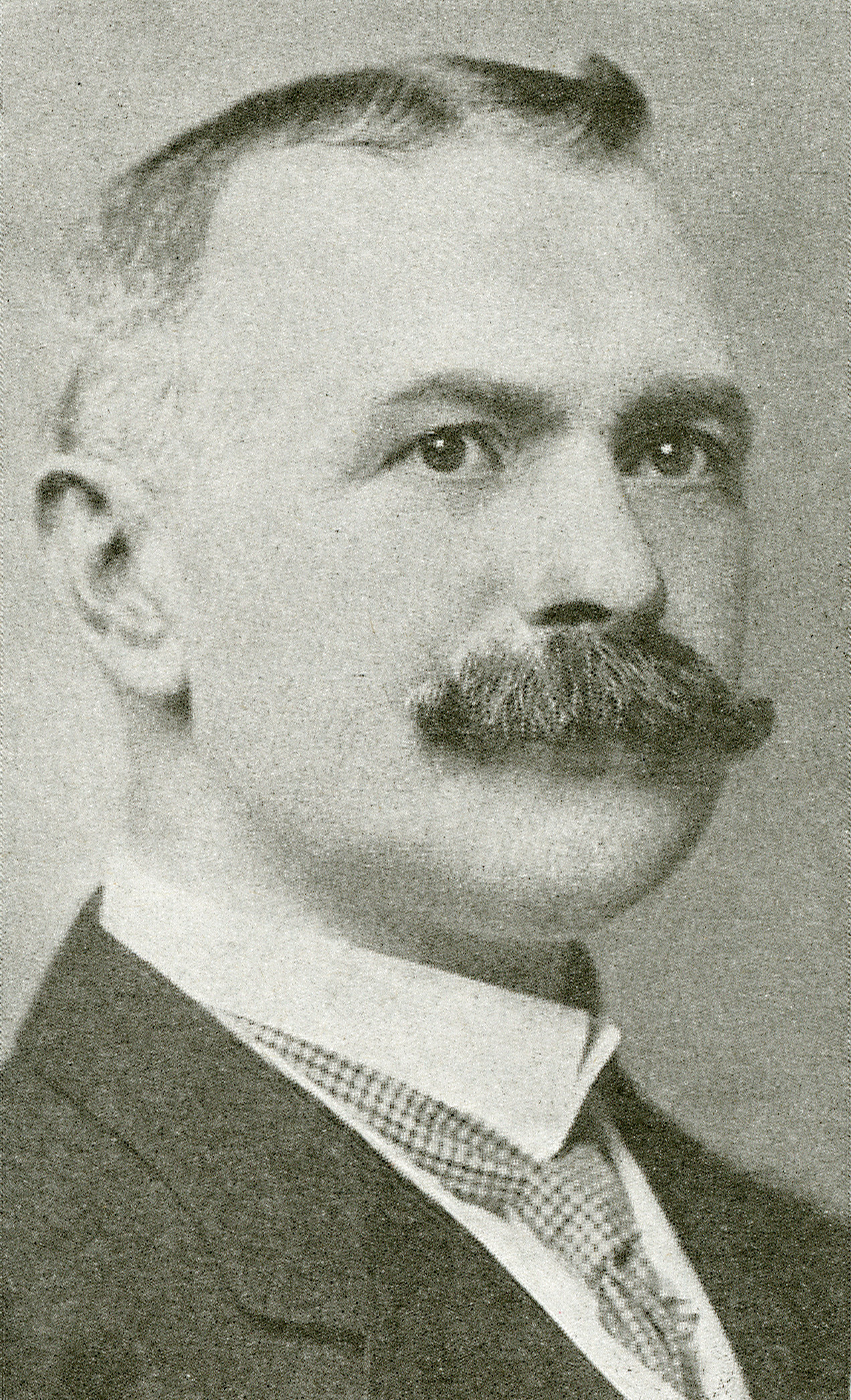
Michael F. Farley, 1916

Michael Francis Farley (* 1. März 1863 in Birr, Irland; † 8. Oktober 1921 in New York City) war ein US-amerikanischer Politiker. Zwischen 1915 und 1917 vertrat er den Bundesstaat New York im US-Repräsentantenhaus.

## Werdegang
Michael Francis Farley wurde während des Viktorianischen Zeitalters in Birr geboren. 1881 wanderte er in die Vereinigten Staaten ein und ließ sich in der damals noch eigenständigen Stadt Brooklyn nieder. Er besuchte öffentliche Schulen in New York City. Danach war er im Spirituosengeschäft tätig. Politisch gehörte er der Demokratischen Partei an.
Bei den Kongresswahlen des Jahres 1914 für den 64. Kongress wurde Farley im 14. Wahlbezirk von New York in das US-Repräsentantenhaus in Washington, D.C. gewählt, wo er am 4. März 1915 die Nachfolge von Jefferson Monroe Levy antrat. Im Jahr 1916 erlitt er bei seiner Wiederwahlkandidatur eine Niederlage und schied nach dem 3. März 1917 aus dem Kongress aus.
Nach seiner Kongresszeit ging er seinen früheren Geschäften nach. Am 8. Oktober 1921 starb er in New York City und wurde auf dem Calvary Cemetery beigesetzt.